# Champagne Jam
A Champagne Jam az Atlanta Rhythm Section hetedik nagylemeze, amely 1978-ban jelent meg. Az „Imaginary Lover” című dal az együttes második Top 10-es száma volt, az amerikai slágerlistán a 7., a kanadai slágerlistán a  9. helyezést érte el. Az album az amerikai nagylemezlistán a 7. helyig jutott.

## Az album dalai
1. Large Time
2. I'm Not Gonna Let Him Bother Tonight
3. Normal Love
4. Champagne Jam
5. Imaginary lover
6. The Ballade of Lois Malone
7. The Great Escape
8. Evileen

## Közreműködött
- Barry Bailey – elektromos gitár
- Jo Jo Billingsley – ének
- Buddy Buie – ének
- J.R. Cobb – akusztikus és elektromos gitár
- Dean Daughtry – billentyűs hangszerek
- Paul Davis – ének
- Paul Goddard – basszusgitár
- Ronnie Hammond – ének és háttérvokál
- Robert Nix – dob, háttérvokál
- Artimus Pyle – ütőhangszerek

Produkció
- Producer: Buddy Buie, Robert Nix
- Hangmérnők: Rodney Mills
- Mixelés: Rodney Mills
- Borítóterv: Mike McCarty
- Design: Mike McCarty
- Fotó: Rick Diamond